# Autoamerican
Autoamerican è un album del gruppo Blondie pubblicato nel 1980.

## Tracce
Lato A
1. Europa – 3:31 (Chris Stein)
2. Live It Up – 4:09 (C. Stein)
3. Here's Looking at You – 2:58 (Debbie Harry, C. Stein)
4. The Tide Is High – 4:39 (John Holt, Howard Barrett, Tyrone Evans)
5. Angels on the Balcony – 3:47 (Laura Davis, Jimmy Destri)
6. Go Through It – 2:40 (D. Harry, C. Stein)

Lato B
1. Do the Dark – 3:51 (J. Destri)
2. Rapture – 6:30 (D. Harry, C. Stein)
3. Faces – 3:51 (D. Harry)
4. T-Birds – 3:51 (Nigel Harrison, D. Harry)
5. Walk Like Me – 3:44 (J. Destri)
6. Follow Me – 3:01 (Alan Jay Lerner, Frederick Loewe)

Bonus track sull'edizione in musicassetta
1. Susie and Jeffrey (lato B del singolo The Tide Is High) – 4:10 (D. Harry, N. Harrison)

Bonus track della riedizione su CD del 1994
1. Rapture (Special Disco Mix) – 9:59 (D. Harry, C. Stein)
2. Live It Up (Special Disco Mix) – 8:13 (C. Stein)

Bonus track della riedizione su CD del 2001
1. Call Me (original long version, dalla colonna sonora ufficiale di American Gigolò) – 8:06 (Giorgio Moroder, D. Harry)
2. Suzy & Jeffrey (lato B del singolo The Tide Is High) – 4:10 (D. Harry, N. Harrison)
3. Rapture (Special Disco Mix) – 9:59 (D. Harry, C. Stein)

## Formazione
- Deborah Harry - voce
- Chris Stein - chitarra, vibrafono
- Frank Infante - chitarra, cori
- Nigel Harrison - basso, cori
- Jimmy Destri - tastiere, pianoforte, organo Hammond, sintetizzatore, cori
- Clem Burke - batteria, cori

### Altri musicisti
- Howard Kaylan - voce in T-Birds
- Mark Volaman - voce in T- Birds
- Jimmie Haskell - archi e arrangiamento fiati in Here's Looking At You, The Tide Is High, Europa, Go Through It
- Tom Scott - sassofono in Rapture e Faces
- Steve Goldstein - pianoforte in Faces, sintetizzatore in Follow Me
- Ray Brown - contrabbasso in Faces
- Wa Wa Watson - chitarra in Live It Up
- Scott Lesser - percussioni in Live It Up
- Ollie Brown - percussioni in Live It Up
- Emil Richards - percussioni in The Tide Is High
- Alex Acuña - percussioni in The Tide Is High
- B-Girls - cori in Live It Up

## Classifiche
| Paese         | Posizione più alta |
| ------------- | ------------------ |
| Austria       | 18                 |
| Canada        | 4                  |
| Germania      | 42                 |
| Italia        | 17                 |
| Norvegia      | 12                 |
| Nuova Zelanda | 6                  |
| Paesi Bassi   | 16                 |
| Regno Unito   | 3                  |
| Stati Uniti   | 7                  |
| Svezia        | 11                 |